# ピアノソナタ第1番 (ショスタコーヴィチ)
ピアノソナタ第1番 (英:Piano Sonata No. 1、露: Соната для фортепиано № 1) 作品12 は、ドミートリイ・ショスタコーヴィチが1926年に作曲した最初のピアノソナタである。ショスタコーヴィチが、西洋の近代作曲家の影響を受けモダニズムの探求を行っていたころの、発表当時のソ連における前衛的作品のひとつである。

## 概要
1926年10月20日に作曲され、同年12月2日にショスタコーヴィチ自身のピアノによりレニングラード・フィルハーモニー小ホールで初演がされた。実質的なデビュー作である交響曲第1番の卒業試験での2台ピアノ用編曲の初演は1925年5月6日であるものの、オーケストラによる初演は1926年5月12日のことである。交響曲第1番の後、ショスタコーヴィチは西欧の新しい音楽に対する好奇心を示し、当時活躍していた現代作曲家たち（イーゴリ・ストラヴィンスキー、セルゲイ・プロコフィエフ、パウル・ヒンデミットら）に多大な影響を受けた作品を作り始めた。実験作である『10の格言集』作品13や、交響曲第2番作品14、作風の頂点となったオペラ『鼻』作品15などがこの時期の代表作である。

### 作曲と初演
ショスタコーヴィチは1923年6月、レニングラード音楽院ピアノ科を卒業し、コンサートピアニストとして活動しながら、1925年5月、レニングラード音楽院で作曲でも卒業証書を取得し、同年秋より、レニングラード音楽院の大学院作曲科に登録され、卒業制作の交響曲第1番のオーケストラによる初演が1926年5月12日に行われ、それと同時期である同年の19歳の夏に、このピアノソナタ第1番の作曲を開始した。
7月5日と12日にはハリコフにおいてニコライ・マルコの指揮でチャイコフスキーのピアノ協奏曲第1番のソリストを務め、黒海沿岸のアナーパを旅行したのちの、同年8月30日には、音楽理論家であり作曲家でもあるボレスラフ・ヤヴォルスキーへの手紙では、「とてもいい気分だ。ピアノ・ソナタの大部分を作曲し終えたところなんだ。協奏曲はあきらめた。完成までには最長で2週間、最短でも2日だ。指示された速度は、テンポとは関係なく精神と推進力である。(霊性 – 阿片！ – 推進力)」とし、20歳の10月20日になってピアノソナタを完成した。秋にショスタコーヴィチはシェーンベルク、バルトーク、ヒンデミット、クレーネクといった西洋の作曲家を独自に研究するようになっており、音楽院の学生時代に強要された「技巧的」で「正しい」スタイルから解放されたと感じ、本作品もその影響もうけていると自身が述べている。アカデミズムへの反抗であり、現代音楽語法への情熱的な探求であった。ヒンデミット、クレーネク、ストラヴィンスキーといった西洋の近代作曲家の影響を受けモダニズムの探求を続けていた。
完成させたピアノソナタ第1番作品12を完成当日に音楽院の仲間の前で演奏した際には、演奏後に鍵盤に血が散っているのを友人たちが見つけるほどの熱演だった。初演は、12月2日、レニングラード・フィルハーモニア小ホールで、LASM（レニングラード現代音楽協会）の最初の室内楽コンサートの一環として行い、続いて12月9日には室内楽サークルのために再演を行った。モスクワ初演は1927年1月9日に、スタニスラフスキー芸術劇場モーツァルトホールにて、やはりショスタコーヴィチの自作自演で行われた。このモスクワ初演にて本作品は2度演奏された。楽譜は、1927年にムージカ社より出版された。自筆譜はロシア国立文学芸術アカデミー（PGALI）に保管されている。なお本作品の副題として「10月」または「10月ソナタ」といわれる場合もあったが、ショスタコーヴィチはこの作品に副題を付けたことはないと否定した。

### 直後の評価
ピアノ科教授のレオニード・ニコライエフは「これはピアノソナタか？ いや、ピアノ伴奏のためのメトロノームソナタだ」と述べ、この曲をあまり評価しなかった。 1927年2月20日、レニングラードの作曲家による新しい音楽の夕べが開かれ、ショスタコーヴィチはあこがれであるプロコフィエフのためにピアノソナタ第1番作品12を自作自演した。プロコフィエフは日記で「演奏してくれたのは、作曲家であると同時にピアニストでもあるとても若い男性だった。彼は私に楽譜を渡し、暗譜で大胆に演奏する。ショスタコーヴィチを褒め始めるのが嬉しくなるくらい、生き生きとして面白いんだ」と述べている。作曲家とピアニストを両立しているプロコフィエフは、ショスタコーヴィチのあこがれであり、ピアノソナタ第1番作品12にはプロコフィエフのピアノソナタ第3番作品28の影響がみられる。

### 文化的時代状況
ロシア文化の「銀の時代」に生きたショスタコーヴィチは少なくとも1920年代においては、ソ連の最も驚異的なロシア・アヴァンギャルドの前衛作曲家のたちの一人であった。1921年に市場経済が一部導入され、経済的にも社会的にも徐々に秩序を回復していくなか、再び実験の余地がうまれ海外との交流も復活した。
ロシア・アヴァンギャルドとしては、映画ではセルゲイ・エイゼンシュテイン『ストライキ』（1925年）、『戦艦ポチョムキン』 (1926年)が上映され、美術ではシュプレマティスムのカジミール・マレーヴィチら、演劇ではフセヴォロド・メイエルホリドら、詩人のウラジーミル・マヤコフスキーらの活躍があり、そのころの海外の音楽ではアルテュール・オネゲル『パシフィック231』（1924年初演）などモダニズムの潮流があり、国内のロシア・アヴァンギャルドの音楽としては、汽笛・サイレン・大砲・機関銃・飛行機を用いた『汽笛交響曲』（1922年）を作曲したアルセニー・アヴラーモフ、「合成和音の理論」を提唱したニコライ・ロスラヴェッツ、構成主義のアレクサンドル・モソロフ、テルミンヴォックスにより映画『コムソモール　電化の守護者たち( K.Sh.E.)』(1932年)の音楽を制作することになるガヴリール・ポポフ（ポポフはレニングラード音楽院でショスタコーヴィチと同じレオニード・ニコラーエフのクラスにおり、ポポフはショスタコーヴィチに影響を与え、ショスタコーヴィチは最初の電子音楽による映画音楽『ひとり(Одна)』(1931年)を制作することになる）らがおり、その直前の時代では、超半音階技法を生み出し音響連続体を発展させたイワン・ヴィシネグラツキー、未来派のアルトゥール・ルリエー、変拍子探求のアレクセイ・スタンチンスキーらもいた。
ショスタコーヴィチのピアノソナタ第１番作品12が作曲された1926年は、モソロフのピアノ協奏曲第1番、ウラジーミル・デシェヴォフの『レール』、レオニード・ポロヴィンキンの『望遠鏡』がコンサートで演奏され、モソロフの交響的断章『鉄工場』も1926年には作曲が開始ている。翌1927年12月4日のモソロフの交響的断章『鉄工場』の初演はソビエト10周年記念コンサートにてであり、その同じコンサートにおいて、ショスタコーヴィチの交響曲第2番作品14のモスクワ初演もなされるという時期であった。
この様な、社会主義リアリズム以前の、ロシア・アヴァンギャルドの諸潮流の同時代的状況の只中で、ショスタコーヴィチのピアノソナタ第１番作品12は作曲および発表された。。

### 難易度
ソフィア・モシェヴィッチによれば、このソナタは、おそらくショスタコーヴィチの最も難しいピアノ作品であるとし、完璧なテクニックと十分な知力・体力を併せ持つ熟達したヴィルトゥオーゾでなければ成功させることはできないと述べ、マルコム・マクドナルドの次の言葉を引用し「この作品は、原始的であると同時に高度に洗練されており、執拗なまでに反ロマンティックであると同時に、ヴィルトゥオーゾ奏者に次から次へと試練を与える究極の試練でもある」としている。

### 録音
ピアノソナタ第1番作品12の録音は、ソ連のピアニストのヴェデルニコフによる1968年のものが最も早く、アメリカのピアニストとしては1969年にウラジーミル・プレシャーコフが録音をしている。その後、1978年にジョフリー・ダグラス・マッジの、1982年にヴィクトリア・ポストニコワとイゴール・クードレイの録音が発表されたのち、1988年から1990年ごろにかけて発表が重なり、ブゾーニ国際ピアノコンクール1位のジルベルシュテインが2回の録音を発表したほか、オレグ・ヴォルコフ、カロリーネ・ヴァイヒェルト、エレナ・バルバロワらがこの時期に相次いでピアノソナタ第1番作品12の録音を発表した。その後も1995年から2000年ごろにかけて、シドニー国際ピアノコンクールでの上原彩子の発表をはじめとして、クリスティアーネ・クロンツ、コリン・ストーン、レイモンド・クラークらがピアノソナタ第1番作品12の録音を発表した。2000年代に入ってからも、チャイコフスキー国際コンクール1位の上原彩子をはじめ、シチェルバコフ、マルガレーテ・バビンスキー、マイケル・キーラン・ハーヴェイ、マレイ・マクラクラン、ボリス・ペトルシャンスキー、メルヴィン・チェンらが、2010年代ではウラディーミル・ストウペル、ディアナ・ガブリエリアン、ユーリー・ファヴォーリン、アンドレイ・ググニンらが、2020年代ではユリアンナ・アヴデーエワらが録音を発表しているなど、ピアノソナタ第1番作品12はヴィルトゥオーゾたちに挑戦され続けている。

## 構成
単一楽章の構成で、全曲は続けて演奏され、鋭くメカニックな響きを特徴とする。また当時の現代的な技法が使われている。演奏時間は約13分。
アレグロ －アダージョ －アレグロ  －アダージョ － レント －アレグロ －  モデラート － アレグロ

### 序奏
第1主題、展開部、および移行部の主題（第1小節 - 第83小節）
このソナタの冒頭を飾る印象的で大胆かつ力強い無調の 2 声主題は、作品の旋律と和声の核をなしている（第1小節-第16小節）。他の主題のほとんどは、この第1主題の上行と下行の要素から生み出される。このトッカータの爆発的な性格から、慎重な解釈はできないが、主題の活力の基盤となっているのは、テンポや音量よりもむしろリズムのエネルギーである。このパートの最後は、最終的にオクタトニック・スケール（ 嬰ヘ - 嬰ト - イ - ロ - ハ ）に入る。同様のオクタトニック構造（ロシアでは "リムスキー-コルサコフ音階 "として知られている）は、第2主題と終結主題に現れ、ソナタ全体を通して重要な役割を果たす。
第2主題 ( 第83小節 - 第112小節 )
第2主題は演劇的な華やかさで始まる。第2主題は、白鍵の5つの下降する急速な ff の音階のパッセージによって予告される。第2主題は、白鍵の5つの下降する急速なff音階のパッセージによって予告される。これらの音階の最後には、上行する4度（第88小節）が先行し、下行する4度（第89小節）が続く。第89小節の4拍目から始まる「ロバの行進」の旋律によって、この音楽の意図的に不条理な性格はさらに強調される。なお、ショスタコーヴィチの楽譜では、マルカティッシモという用語はしばしばスタッカートのアーティキュレーションを意味する。
終結主題 (  第113小節 - 第131小節 )
この終止主題は、その不気味な性格p、4声のテクスチュアによって、第2主題と印象的な対照をなしている。バス・ラインは第113小節 - 第119小節まで、さまざまな旋律的音程と音-半音構造を形成しながら、やや漫然と漂い続ける。うねるような半音階的なソプラノの旋律 ( 第113小節) は、アルト声部とテノール声部の平行四度やその他の音程によって支えられている。音域が徐々に下降するにつれて、テクスチュアはより複雑になる。第123小節では、3つの上声部が、バスの対旋律として述べられる第2主題の上で、ピアニッシモで幽霊のようなスタッカートの行進を始める。

### 展開
展開部は低音で始まり、ゆっくりとした嬰ヘ音-嬰ホ音のトリルが、消えていくトライアドの音に溶け込んでいく。第134小節 - 第135小節では、装飾された三連音と半音階的な低音のクラスターが続く。第1主題はオクターヴで述べられるが、続いて2つの声部が短9度離れて登場し、さらに３声となる。45 - 148の右手の和音は、左手との模倣によって、上昇する展開をする。
アレグロ ( 第148小節 - 第189小節 )
この魅惑的でコントラプントに凝ったエピソードは、テーマが熾烈な主導権争いを繰り広げる極悪なスケルツォのようである。主に嬰ヘ長調と嬰ヘ短調に基づく。第148小節の ff 和音に続くppのスタッカートのオクターヴの繰り返しは、非常に勢いよく進まむ。快でありながら噛みしめるようなスタッカートのアーティキュレーションと、明るいリズムのアクセントが使われる。第167小節 - 第189小節 の豊かな対位法的タペストリーは、熟達したヴィルトゥオーゾにとっても、テクニック、リズム、明瞭さ、バランスの点で困難なものとなる。第1主題のテノールは第2主題 と共に展開していくのでオーケストラの金管セクションのような音色を与えられる。
ポコ・メノ・モッソ、アダージョ ( 第190小節 - 第209小節 )
このエピソードは主に終止主題のイントネーションに基づいている。ショスタコーヴィチの大胆なペダル指示は、楽譜の重要な要素である。第195小節、第198小節 のレチタティーヴォは不吉である。演奏では、可能な限り滑らかに音色をブレンドし、その結果生じるソノリティを聴き取るのに十分な時間を確保することが重要である。
レント ( 第210小節 - 第245小節 )
このレントのエピソードはかなり奇妙だが、催眠術のように美しいノクターンである。旋律は、大部分は高い音域で響き、低音線によって対位法的に支えられ、上五線では不協和音の和音で装飾されている。これらの3つのレイヤーが、ダンパー・ペダルを長く踏むことによって、エキゾチックで妖艶なソノリティを生み出している。旋律が第229小節で主旋律が上の五線譜に上がると、無気力な雰囲気が変わり始め、主題が "目覚める"。もう1つのおなじみの主題（終楽章の主題）は第236小節 - 第237小節で、再現部の最後の準備では、第2主題の行進曲のような動機が第238小節の最後の4分音符から入り、2分音符の和音と交互に繰り返される。非レガート行進曲の動機は、乾いた「不安」な響きを持つ。

### 再現部
アレグロ ( 第246小節 - 第273小節 )
この再現部は、エネルギー、ダイナミクス、テクスチュアの密度が高まる容赦ない流れで展開され、最後の小節の爆発へと向かっていく。
メノ・モッソ、モデラート、コデッタ ( 第274節 - 第288小節 ) 
最後の小節に至るソナタの終結部は、ロマン派の多くの作品に見られる勝利のコーダに似ている。しかし同時に、この曲は若きショスタコーヴィチの対位法的な才能を示す魅力的な例でもある。このソナタで最も明るいクライマックスである。第274小節 - 第284小節では、右手が第1主題の両行をオクターヴの二重唱で補強しながら演奏され、同時に、左手の上声部にもいくつかの断片が現れる。 第279小節の4拍目から、第2主題の旋律はトランペットのような響きでなければならない。これは十分なペダリングにより神格化された恍惚となる。最後は、2小節の華麗なマルテラート・カスケードの後フェルマータをはさんで、まるで竜巻のようなコデッタ（第287小節 - 第288小節）の後、連打される嬰ハ音は、ハ長調で調性的に終わるはずだったものを再び妨害し、調性／無調性のジレンマを解決しないまま終わる。